# Super Bowl XXX
A Super Bowl XXX az 1995-ös NFL-szezon döntője volt. A mérkőzést a Sun Devil Stadionban játszották Tempében 1996. január 28-án. A mérkőzést a Dallas Cowboys nyerte.

## A döntő résztvevői
A Dallas Cowboys az alapszakaszban 12–4-es teljesítménnyel zárt, ezzel az NFC első kiemeltjeként jutott a rájátszásba. Erőnyerőként csak a konferencia-elődöntőben kapcsolódott be a rájátszásba, ahol otthon a Philadelphia Eagles-t győzte le, később a konferencia-döntőben szintén hazai pályán a Green Bay Packers ellen diadalmaskodott. A Cowboys ezt megelőzően hétszer játszott Super Bowlt, amelyből négyet nyert meg.
A Pittsburgh Steelers az alapszakaszban 11–5-ös teljesítménnyel végzett, így az AFC második kiemeltjeként került a rájátszásba. Erőnyerőként a Steelers is csak a konferencia-elődöntőben játszott először. Hazai pályán a Buffalo Bills-t győzte le, majd a konferencia-döntőben újra hazai körülmények között a Indianapolis Colts-ot. A Steelers 1996 előtt négyszer játszott Super Bowlt, valamennyit megnyerte.

## A mérkőzés
A Dallas Cowboys 27–17-re nyerte a mérkőzést. A legértékesebb játékos a Cowboys cornerbackje, Larry Brown lett.
| N | Idő   | Drive | Drive | Drive     | Csapat   | Play leírása                                                                             | Pont    | Pont     |
| N | Idő   | Play  | Yard  | Időtartam | Csapat   | Play leírása                                                                             | Cowboys | Steelers |
| - | ----- | ----- | ----- | --------- | -------- | ---------------------------------------------------------------------------------------- | ------- | -------- |
| 1 | 12:05 | 6     | 47    | 2:55      | Cowboys  | Mezőnygól. Chris Boniol 44 yardról.                                                      | 3       | 0        |
| 1 | 5:23  | 8     | 75    | 4:35      | Cowboys  | Touchdown. Jay Novacek 3 yardos átadás Troy Aikman-tól, Chris Boniol jutalomrúgás.       | 10      | 0        |
|   |       |       |       |           |          |                                                                                          |         |          |
| 2 | 6:03  | 13    | 62    | 8:44      | Cowboys  | Mezőnygól. Chris Boniol 35 yardról.                                                      | 13      | 0        |
| 2 | 0:13  | 13    | 54    | 3:39      | Steelers | Touchdown. Yancey Thigpen 6 yardos átadás Neil O'Donnell-tól, Norm Johnson jutalomrúgás. | 13      | 7        |
|   |       |       |       |           |          |                                                                                          |         |          |
| 3 | 6:42  | 18    | 2     | 0:36      | Cowboys  | Touchdown. Emmitt Smith 1 yardos futás, Chris Boniol jutalomrúgás.                       | 20      | 7        |
|   |       |       |       |           |          |                                                                                          |         |          |
| 4 | 11:20 | 10    | 52    | 4:13      | Steelers | Mezőnygól. Norm Johnson 46 yardról.                                                      | 20      | 10       |
| 4 | 6:36  | 9     | 52    | 4:44      | Steelers | Touchdown. Byron Morris 6 yardos futás, Norm Johnson jutalomrúgás.                       | 20      | 17       |
| 4 | 3:43  | 2     | 6     | 0:18      | Cowboys  | Touchdown. Emmitt Smith 4 yardos futás, Chris Boniol jutalomrúgás.                       | 27      | 17       |